# 525 TCN
525 TCN là một năm trong lịch La Mã.